# Ingo Sander
Ingo Sander (* 9. Juli 1973 in Rendsburg) ist ein deutscher Politiker (CDU) und seit dem 1. Juli 2024 Landrat des Kreises Rendsburg-Eckernförde.

## Leben
Von 2016 bis 2024 war er Bürgermeister der Gemeinde Kronshagen.
Am 22. Januar 2024 wurde Sander vom Kreistag im ersten Wahlgang mit 43 Stimmen von 63 anwesenden Abgeordneten gewählt. 8 Stimmen fielen auf Simon Preuß, 6 auf Klaus Sälzer, es gab 6 Enthaltungen. Sein Amt trat er zum 1. Juli 2024 an.
Sander ist verheiratet und hat zwei Kinder.